# Burj Al Arab
Burj Al Arab (arabiska: برج العرب, "Arabernas torn") är ett lyxhotell i  Dubai i Förenade arabemiraten som ingår i hotellkedjan Jumeirah och som när det öppnades 1999 var världens högsta friliggande hotell. Det klassificeras som "5 Star Deluxe" och har alltså 5 stjärnor även om det, som en marknadsföringkampanj, påståtts vara världens enda 7-stjärniga hotell. Byggnaden är 321 meter hög och har 28 dubbelvåningar och totalt 60 våningar. Det är för närvarande det näst högsta fritt liggande hotellet i världen efter Rose Tower som öppnade år 2007 men det finns andra hotell som är inrymda i högre byggnader. Byggandet påbörjades 1994 och hotellet invigdes 1 december 1999.
Hotellet ligger på en konstgjord ö ansluten till fastlandet genom en bro och är byggt så att helheten skall föreställa ett segel på en dhow och där det intilliggande Jumeirah Beach Hotel skall föreställa en havsvåg. Högst upp i hotellet finns en restaurang som heter Al Muntaha, vilket betyder "det högsta" eller "den ultimata", och en helikopterplatta.
Hotellet har inga vanliga rum, utan består av 202 sviter. Den minsta av dessa är 169 kvadratmeter och den största 780 kvadratmeter stor. Hotellet är ett av världens dyraste och en natt där kostar mellan 500 och 15 000 USD.
År 2016 utvidgades hotellet med en andra ö knuten till hotellet, med sandstrand, restauranger och simbassänger. Projektet leddes av åboföretaget Admares (avknoppat av hyttillverkaren Almaco) och ön med en vikt på 5 000 ton och en areal på en hektar byggdes vid varvet i Raumo, planerad av arkitektbyrån Sigge och med inredning av Kudos Design. Nästan alla underleverantörer var finländska. Ön skeppades till Dubai i åtta delar, för montering och komplettering med sand och palmer.